# 75号加利福尼亚州州道
75号加利福尼亚州州道（英語：California State Route 75, SR 75）是位于南加州地区一条南北方向的州级公路。该公路从5号州际公路（I-5）因皮里尔滩段引出，向西延伸，到达棕榈大道（Palm Avenue）后折向北，沿着银线海滩（Silver Strand State Beach）北上穿过科罗纳多市，再向东通过圣迭戈-科罗纳多大桥跨过圣迭戈湾，最后在圣迭戈重新汇入5号州际公路，全长21.414公里。